# Вероніка плющолиста
Вероніка плющолиста (Veronica hederifolia) — однорічна трав'яна рослина, вид роду вероніка (Veronica) родини подорожникові (Plantaginaceae). Лікарська рослина.

## Ботанічний опис
Стебло лежаче або підведене, при основі дуже розгалужене, 10—30 см заввишки, з довгими боковими пагонами.
Листки округлі, черешкові, при основі трохи серцеподібні, спереду — з 3–5(7) зарубчастими лопатями.
Квітки неправильні, двостатеві, бузкові або сині, одиничні, у пазухах листків; віночок коротший за чашечку.
Плід — коробочка. Цвіте у квітні — червні.

## Поширення
Вид поширений у Європі, Азії, Африці та у Північній Америці. В Україні зустрічається повсюдно, окрім Карпат, росте на кам'янистих схилах, у заростях чагарників, у садах, біля доріг.